# Husker du...
Husker du... er en film instrueret af Niels Frandsen efter eget manuskript.

## Handling
Mere end 4.000 mennesker i Danmark har fået anerkendt at have hjerneskader som følge af arbejdet med organiske opløsningsmidler og sprøjtegifte. Og flere hundrede tusinde har arbejdet med de farlige kemikalier. Filmen følger to af de alvorligt ramte, Jørgen og Flemming, som vi møder i dagligdagens kamp med at huske. Tidsfornemmelsen er væk, de glemmer hele tiden noget. De er flere dage om, hvad de før kun var timer om at lave. De går til en ny helhedsorienteret genoptræning og kæmper for et anstændigt liv, og ikke mindst hustruerne må hjælpe i den hårde kamp, der bestemt også berører dem.